# الیا ویوانی
الیا ویوانی (ایتالیایی: Elia Viviani؛ زادهٔ ۷ فوریهٔ ۱۹۸۹) دوچرخه‌سوار اهل ایتالیا است.
از باشگاه‌هایی که در آن رکاب زده‌است می‌توان به تیم اسکای، روت–آکروس، لیکویگاس، و تیم کوئیک‌استپ فلورز اشاره کرد.
وی در مسابقات کشوری و بین‌المللی در مجموع برندهٔ ۶ مدال طلا، ۳ مدال نقره، ۴ مدال برنز شده‌است.